# Montigné-lès-Rairies
Montigné-lès-Rairies é uma comuna francesa na região administrativa da Pays de la Loire, no departamento de Maine-et-Loire. Estende-se por uma área de 9,01 km². Em 2010 a comuna tinha 435 habitantes (densidade: 48,3 hab./km²).